# Вайнер Йосип Абрамович
Йосип Абрамович Вайнер (1891, тепер Республіка Білорусь — 1938) — білоруський радянський діяч, секретар ЦК КП(б) Білорусії. Член Центрального бюро КП(б) Білорусії з 7 січня 1921 до 20 березня 1923 року. Член Президії Центрального бюро КП(б) Білорусії з 14 жовтня 1922 до 20 березня 1923 року. Кандидат у члени Центрального бюро КП(б) Білорусії з 26 березня 1923 до 10 лютого 1924 року. Член ЦВК Білоруської СРР у 1922—1923 роках.

## Життєпис
Народився в єврейській родині прикажчика.
Член РСДРП (примикав до більшовиків) з 1906 до 1907 року.
Член Федерації (партії) анархістів-синдикалістів з 1907 до 1917 року.
У 1912 році заарештований за революційну діяльність у місті Бобруйську. З 1912 до 1917 року відбував каторгу в Сибіру. Після Лютневої революції 1917 року звільнений, повернувся до Бобруйська в складі групи політкаторжан.
У 1917—1918 роках — на партійній роботі в Бобруйську, член виконавчого комітету Бобруйської ради робітничих та солдатських депутатів.
Член РКП(б) з березня 1918 року.
Під час німецької та польської окупації з березня 1918 до серпня 1919 року перебував на підпільній роботі в Білорусі.
У серпні 1919 — липні 1920 року — на військово-політичній роботі у Червоній армії: заступник начальника політичного відділу дивізії, начальник організаційної частини політичного відділу 16-ї армії, начальник політичного управління запасних частин РСЧА 16-ї армії, що формуються; член Військової ради Білорусько-Бобруйської дільниці Західного фронту.
З серпня 1920 року — на партійній роботі в Білоруській РСР: член Мінського губернського революційного комітету; в Раді народного господарства Білоруської СРР; завідувач організаційного відділу Центрального бюро КП(б) Білорусії.
з 11 до 26 листопада 1920 року — секретар Тимчасового Центрального бюро КП(б) Білорусії.
7 січня — 15 жовтня 1921 року — секретар Центрального бюро КП(б) Білорусії.
У 1922 році — відповідальний секретар Бобруйського міського районного комітету КП(б) Білорусії.
14 жовтня 1922 — травень 1923 (офіційно 10 лютого 1924) року — завідувач агітаційно-пропагандистського відділу Центрального бюро КП(б) Білорусії.
У червні 1923 — квітні 1926 року — завідувач підвідділу пропаганди агітаційно-пропагандистського відділу ЦК КП(б) України в Харкові.
У червні 1926 — січні 1928 року — завідувач агітаційно-пропагандистського відділу Іркутського окружного комітету ВКП(б) Сибірського краю.
З січня до червня 1928 року працював у місті Ангарську Сибірського краю. У червні 1928 року повернувся до Іркутська, а в серпні 1928 року відряджений на партійну роботу до Середньоволзької області.
У серпні 1928 — 1929 року — заступник завідувача відділу агітації, пропаганди та друку Середньоволзького обласного комітету ВКП(б) у місті Самарі.
У 1929 — жовтні 1932 року — ректор Середньоволзького комуністичного університету (комвузу) в Самарі.
20 травня 1932 року призначений головою Організаційного комітету з підготовки Середньоволзького крайового з'їзду радянських письменників та створення крайового відділення Спілки радянських письменників.
У жовтні 1932 — травні 1934 року — відповідальний секретар 2-го (Фрунзенського) міського районного комітету ВКП(б) міста Самари.
У 1934—1937 роках — заступник начальника політичного відділу Чорноморського суховантажного та пасажирського флоту (Чорноморського морського пароплавства) в місті Одесі.
27 квітня 1937 року заарештований органами УНКВС Одеської області. 14 жовтня 1937 року рішенням воєнного трибуналу Північно-Чорноморського басейну засуджений до 10 років виправно-трудових таборів. Подальша доля не встановлена. Вірогідно загинув у 1938 році.
31 серпня 1956 року посмертно реабілітований ухвалою пленуму Верховного суду СРСР.